# Бабу (река)
Бабу (также Сиамис, Бабу-Узень, Бал-Алма; укр. Бабу, крымскотат. Babu, Бабу) — маловодная балка (река) на Южном берегу Крыма, на территории городского округа Ялта, левая составляющая Путамицы. Длина водотока 4,4 километра, площадь водосборного бассейна — 14,3 км², уклон реки 146 м/км.

## Название
Название Бабу применяется в справочнике «Поверхностные водные объекты Крыма» и других современных работах. Пётр Симон Паллас в труде «Наблюдения, сделанные во время путешествия по южным наместничествам Русского государства в 1793—1794 годах» называл реку Стамис. В труде «Обзор речных долин горной части Крыма» Николая Рухлова употребляются варианты Сиамис и Бабу-узень. На современных туристических картах река называется Бал-Алма.

## География
Истоки реки, образуемой слиянием двух оврагов, находятся у обрывов Ялтинской яйлы, в урочище Комбопло. Уклон русла, вначале очень крутой, в низовье относительно выравнивается. Левый берег более пологий, в нём находится большинство питающих реку родников. Верхний участок, до впадения правого притока Люка на высоте 170 саженей (около 362 м), Рухлов называл Суатлар или Камыдерек, бассейн реки довольно сильно облеснён. Согласно справочнику «Поверхностные водные объекты Крыма» у Балы 3 безымянных притока, длиной менее 5 километров, у Рухлова и на картах приводится название одного из них — Люка. Сливаясь в черте Ялты с Темиаром, образует реку Путамица, среднемноголетний расход воды в верховье — 0,031 м³/сек, водоохранная зона реки установлена в 50 м.